# Ганира Пашаева
Ганира Пашаева (на азербайджански: Qənirə Paşayeva) е азербайджанска журналистка, общественичка, писателка, поетеса и политик – депутат в Мили Меджиса на Република Азербайджан, авторка на произведения в жанра лирика, биография, документалистика и пропаганда.

## Биография и творчество
Ганира Пашаева е родена на 24 март 1975 г. в село Дюз Гиригли, област Товуз, Азербайджанска ССР, СССР. Има две висши образования. Завършва медицина в педиатричния факултет на Азербайджанския държавен медицински университет и факултета по международно право на Държавния университет в Баку. Владее турски, руски и английски език.
След дипломирането си, от 1998 г. работи като репортер, кореспондент, редактор, водещ редактор, главен водещ редактор, и заместник главен редактор на отдела за новини в телевизия ANS. През 2005 г. оглавява отдела за връзки с обществеността на фондация „Гейдар Алиев“.
Става депутат в третото (2005) и четвъртото (2010) Национално събрание на Азербайджан – Мили Меджлис. На 6 ноември 2005 г. е избрана за депутат от 105-и избирателен район в Товуз. Член е на Постоянната комисия по международни отношения и междупарламентарни отношения на Мили Меджлиса. Ръководител е на работната група по междупарламентарните отношения между Азербайджан и Грузия, член на работните групи Азербайджан – Индия, Азербайджан – Турция, Азербайджан – Япония.
На 5 март 2011 г. е удостоена с Почетен орден от грузинския президент Михаил Саакашвили за големия ѝ принос за укрепване на азербайджано-грузинското приятелство.
От 23 януари 2006 г. е активен член на делегацията на Азербайджан в Парламентарната асамблея на Съвета на Европа. Член е на „Групата на европейските демократи“ на Съвета на Европа. Пълен член на комисията по равенство и недискриминация, както и на комисията по миграция, бежанци и разселени лица. Променлив член е на комисията по политически въпроси и демокрация.
Тя е председател на Института за обществени сдружения на международните изследвания на Евразия. През август 2012 г. отива в Сомалия, където в продължение на две седмици подпомага сомалийските младежи за получаване на средно медицинско образование.
През 2010 г. е издадена книгата ѝ „Големият човек, който светът загуби“ посветена на Мустафа Кемал Ататюрк. Книгата е удостоена с наградата „Хазар“.
През 2011 г. е издадена книгата ѝ „Bülbül kimi gül aşiqi“ (Нейните любовни писма), която е посветена на младата девойка изразяваща несподелена си любов към своя избраник, е на величието на любовната сила. Книгата става бестселър в Азербайджан.
През 2012 г. прави съвместен проект със заслужилата певица и композитор от Азербайджан Тунзаля Агаева – албумът „İkimizin yerinə…“ (За нас двамата), който включва текст на писателката в изпълнение на Агаева.
През 2013 г. е издадена книгата ѝ „Dünyanı dəyişən alimlər“ (Учени, които промениха света). В първия том са представени 50 известни учени, посветили се на науката, информация за техния живот и работа.
Участва в работата по няколко документални филма. През 2001 г. е направен филма „Apreldən əvvəl may... Azərbaycan Xalq Cümhuriyyəti“ (Преди април, май ... Азербайджанска демократична република) за създадената Демократична република Азербайджан в периода 1918 – 1920 г. През 2011 г. заснема филма „Erməni soyqırımı. Türkün sözü“ (Арменския геноцид. Турската дума), който на базата на официални турски документи и твърдения на турски националшовинисти отрича геноцида над арменците в началото на ХХ век, за който като член на парламента на Азербайджан прави лъжеисторически труд за събитията в Турция през 1915 г. в турско-арменските отношения и се среща с живи участници в тези събития.
В политически план тя призовава отговорните институции за обявяване на масовите смъртни случаи при освобождението на Ходжали в първите месеци на Освободителната война на Арцах за "геноцид" от страна арменците към азербайджанците.
Ганира Пашаева е живяла със семейството си в Баку.

## Произведения
- Nobel mükafatlı qadınlar (2009)
- Большой человек, которого потерял мир (2010) – за Мустафа Кемал Ататюрк
- Tarixə adını yazan qadınlar – в 3 тома (2011)
- Xocalı soyqırımı (26 fevral 1992): şahidlərin dilindən (2011) – с Х. Мамедова
- Bülbül kimi gül aşiqi (2011)
- Dünyanı dəyişən alimlər – в 2 тома (2013 – 201?)

## Документални филми
- Apreldən əvvəl may... Azərbaycan Xalq Cümhuriyyəti (2001)
- Mənə inanın! (2007)
- Erməni soyqırımı. Türkün sözü (2011)
- Ruhum qarabağlıdır (2012)